# 山陰朝鮮初中級学校
山陰朝鮮初中級学校（さんいんちょうせんしょちゅうきゅうがっこう、상잉조선초중급학교）は、かつて島根県松江市に存在した朝鮮学校である。山陰地域で唯一の朝鮮学校であったが廃校となった。
当校の学校法人認可によりすべての朝鮮学校が各種学校となった。

## 沿革
- 設立年度 不明
- 1975年 学校法人認可
- 1999年 岡山朝鮮初中級学校に統合

## 学科
- 中級部
- 初級部

## 所在地
- 〒690-0017 松江市西津田8丁目7-3

座標: 北緯35度27分13.3秒 東経133度4分2.4秒 / 北緯35.453694度 東経133.067333度